# 新疆省
新疆省（しんきょうしょう）は、清末から中華人民共和国初期にかけて、現在の新疆ウイグル自治区に設置された省である。清代には現在の新疆ウイグル自治区のアルタイ地区を除く区域を管轄し、民国時代もそれが踏襲されたが、1919年（民国8年）6月にアルタイ地区が編入された。1933年（民国22年）にはモンゴル人民共和国軍により布爾根等が占拠されている。
清朝支配下の新疆は、かつて在地有力者を通した間接支配であったが、1860-70年代に起きたヤクブ・ベクの乱の結果、1884年に中国内地と同様の省制が敷かれ、新疆省が設置された。辛亥革命後は、中華民国の地方行政区分として位置づけられたが、ソビエト連邦の強い影響の下、漢民族の官僚による独裁的な体制が維持され、事実上の独立状態となっていた。国共内戦終結後、1949年に中華人民共和国政府の支配下に入り、1955年に新疆ウイグル自治区に改組された。

## 歴史

### 設立前史
乾隆帝のジュンガル征服により、旧ジュンガル領のタリム盆地、イリ盆地は、清朝の支配下に入り、イチェ・ジェチェン（Ice jecen、新疆、「新たな征服地」の意）と呼ばれるようになった。清朝政府は、天山山脈北部にイリ将軍府を設置し、旗人による軍政を敷いた。その一方、ムスリム社会の末端行政には、在地の有力者に官職を与え、自治を行わせる「ベグ官人制」が敷かれ、在地の社会構造がそのまま温存された。

### 清朝末期
1865年から1870年にかけて、コーカンド・ハン国の将軍ヤクブ・ベクが新疆の主要都市を攻略すると、清朝政府は、1875年に欽差大臣の左宗棠を派遣し、ヤクブ・ベクの勢力を駆逐。新疆は再び清朝の支配下に入った。
ロシア国境の防衛を重視する左宗棠ら「塞防派」は、国境地帯に対する中央政府の統制を強めるため、新疆に対する従来の間接統治を廃止し、中国内地と同様の行政制度を導入することを主張した。これを受けて、清朝政府は、1884年に甘粛新疆省を設置した（「新疆建省」）。
新疆省の官衙は、迪化（現在のウルムチ）に置かれ、省政府の要員には、巡撫以下、科挙官僚が配置された。ベグ官人制も廃止され、内地と同様の区、府、州、県といった地方行政制度が導入された。
神戸大学教授の王柯はこの新疆省の設置について「民族自治の権利が剥奪され、ウイグル人は漢民族出身者による直接支配下に入った」としている。また、王柯によれば、新疆省省長は1940年代半ばまで当地の軍最高指揮官（督弁）を兼任し、いずれも漢民族出身者が就任した。また、新疆省政府役人は当地を「桃源郷」になぞらえ、指導者の交代も省政府内部の暗殺やクーデタによるもので、「この種の政権の交代劇においても、ウイグル人は何の役割も果たせなかった」という。
しかし、入植した漢人人口が当時3000人程度であった新疆南部では、省政府の人事権が及ぶのは県レベルまでであり、県レベル以下の行政運営はウイグル人に任せられた。

### 中華民国期
1911年の辛亥革命の勃発により、巡撫、イリ将軍、参賛大臣といった清朝の政治機構は廃止され、漢人の袁大化が新疆都督に任命されたが、イリの哥老会の圧力に恐れをなし、政治経験と軍事力を持つ楊増新が新たに省長として実権を握った。省長の下には、四庁一署（民生庁、財政庁、教育庁、建設庁、外交署）と呼ばれた行政機関が設置され、主として漢人官僚がそのポストを占めた。楊増新は軍の最高司令官である辺防督弁を兼任し、楊増新の暗殺後に新疆の実権を握った金樹仁も、省政府と軍のポストを兼任し、新疆を独裁的に統治した。
1933年にクーデターで金樹仁が失脚すると、盛世才が辺防督弁として実権を握った。初期の盛世才政権では、省政府の要職にはソ連の支援を受けたムスリム住民の有力者が任命され、政府の各部門にはソ連より派遣された要員が顧問として配置された。盛世才は、1937年にソ連要員を追放して中国共産党に接近したが、1944年に失脚し、中国国民党の呉忠信が省政府主席となった。
中国国民党は、ソ連を仲介にして、1944年以来天山山脈以北を実効支配していた東トルキスタン共和国政権と交渉を行い、1947年に両者の合同による新疆省連合政府が発足した。新政権は1年で瓦解し、天山山脈以北は再び旧共和国政権の実効支配下に戻された。
1949年に国共内戦が終結すると、アフメトジャン・カスィミらイリの旧共和国系勢力と、ブルハン・シャヒディら省政府の国民党系勢力は、それぞれ中国共産党への合流を表明した。人民解放軍は、1949年9月にウルムチに、12月にはイリに進駐し、新疆省は中国共産党の支配下に入った。省政府主席には、国民党のブルハンが留任した。
1955年には新疆省に民族区域自治が適用され、新疆ウイグル自治区が成立した。

## 省会
省会は迪化県（1933年に迪化市と改称）に設置された。

## 行政区画

### 道
1913年（民国2年）1月に発布された臨時大総統令により府州庁制度が廃止となり新たに道県制が施行され、清代の行政区であった鎮迪道、伊塔道、阿克蘇道、喀什噶道の4道が踏襲されたが、1914年（民国3年）5月、迪化道、伊犁道、阿克蘇道、喀什噶道に改編された。1916年（民国5年）6月、新たに塔城道が設置、1919年（民国8年）6月にアルタイ地区の新疆省編入に伴い阿山道が設置された。1920年（民国9年）、新疆省南部を管轄する阿克蘇道、喀什噶道はその行政区域が広大であることより新たに焉耆道、和闐道が設置された。1928年（民国17年）に道制は廃止されている。
- 迪化道
- 伊犁道
- 阿克蘇道
- 喀什噶道
- 塔城道
- 阿山道
- 焉耆道
- 和闐道

### 県級行政区
1930年10月、国民政府は中央の定める行政区域基準に合致している県佐を県に、基準を達成していないものを設治局と定め5県、6設治局を設置し、その後の何度かの改編が続き、中華民国が実効支配県を喪失する直前には新疆省は1市78県3設治局を有していた。またこれ以外にモンゴル旗も管轄していた。
- 市
  - 迪化市
- 県
  - 迪化県
  - 奇台県
  - 綏来県
  - 昌吉県
  - 鄯善県
  - 吐魯番県
  - 景化県:旧称は呼図壁県。1947年改称。
  - 乾徳県
  - 阜康県
  - 孚遠県
  - 託克遜県:1920年10月、託克遜設治局として成立。1936年県制施行。
  - 木塁河県
  - 伊寧県:清代の寧遠県。1914年1月改称。
  - 綏定県
  - 精河県
  - 霍城県
  - 博楽県
  - 寧西県:1937年、河南設治局として成立。1939年、河南県に改編。1944年改称。
  - 特克斯県:1937年6月、特克斯設治局として成立。1937年県制施行。
  - 鞏哈県:旧尼勒克設治局。1939年県制施行。
  - 温泉県:旧温泉設治局。1942年県制施行。
  - 新源県:旧卡克満設治局、1942年に新源設治局と改称。1945年に県制施行に伴い鞏乃斯県に改編。1946年6月改称。
  - 疏勒県
  - 伽師県
  - 英吉沙県
  - 巴楚県
  - 蒲犁県
  - 烏恰県
  - 岳普湖県
  - 阿図什県
  - 阿克蘇県
  - 温宿県
  - 庫車県
  - 拝城県
  - 沙雅県
  - 烏什県
  - 柯坪県
  - 阿瓦提県
  - 新和県:1920年10月、託克蘇県として成立。1941年改称。
  - 阿合奇県
  - 塔城県
  - 額敏県
  - 沙湾県
  - 和豊県
  - 裕民県
  - 承化県
  - 富蘊県
  - 布爾津県
  - 哈巴河県
  - 吉木乃県
  - 青河県
  - 福海県
  - 和闐県
  - 于闐県
  - 墨玉県
  - 洛浦県
  - 策勒県
  - 皮山県
  - 民豊県
  - 焉耆県
  - 尉犁県
  - 輪台県
  - 且末県
  - 庫爾勒県
  - 婼羌県
  - 和靖県
  - 和碩県
  - 哈密県
  - 鎮西県
  - 伊吾県
  - 莎車県
  - 葉城県
  - 沢普県
  - 麦蓋提県
  - 耳里匱県
- 設治局
  - 烏河設治局
  - 布爾根設治局
  - 七角井設治局

## 人口統計
1928年の中華民国内政部の統計では、新疆省の総人口はおよそ255万人、うちウイグル人が約70%、漢人が10%以下を占める人口構成となっていた。

## 経済状況
楊増新が新疆を支配した1920年代の中国内地は、軍閥が割拠する内戦状態となり、中央政府から新疆に交付されていた「協餉」（一種の補助金）も打ち切られた。このため、楊増新は、増税、紙幣増刷、農地開墾、対ソ貿易振興等の経済財政改革を行い、中国内地からの経済的自立を図った。中でも、ソ連との間の農畜産物と工業製品のバーター貿易は、新疆省経済の生命線となり、対ソ貿易の取扱額は、1927年には中国内地向け取扱額の10倍にまで達した。楊増新は、関税収入の増進を目的に、ソ連政府と交渉して、1881年のイリ条約で定められた不平等条項を撤廃させるなど、中央政府の頭越しに独自の外交交渉を行った。
盛世才政権下においても、ソ連との経済的な結びつきは、さらに緊密となり、1935年からは、大規模な借款供与も行われた。その一方、中国内地との往来に査証が導入されるなど、中国内地との経済的関係は疎遠になっていった。

## 実効支配喪失後の中華民国新疆省
中華民国政府が台湾に移転した後、1950年4月11日には新疆省政府主席にユルバース・カーンを任命している（1971年7月27日に死去後、後任は任命されなかった）。新疆に対する主権の象徴として1951年に台北市四維路52巷31号に新疆省政府主席辦公署が設置され、さらに1971年には新疆省政府辦事處へと改組されるも、実際に統治を行うことができないという状況のもと存在意義が薄まり、1992年1月16日に廃止された。
中華民国（台湾）は、2005年までに、新疆省の主権を主張する法令及び行政規則を全廃しており、現在、新疆省に関する行政機関を持たず、同省の領域に対して公式に領土主権の主張を行っていない。
中華民国憲法は、その領域について「中華民國領土依其固有之疆域」（中華民国の領土はその固有の領域に依る）と規定するのみであることから、具体的な領土の範囲は法令及び行政解釈に拠っているが、中華民国は、実効支配を失った後も、新疆省に関する法令及び行政規則を長年に渡って維持していた。例えば、上述のように新疆省政府主席を1971年まで任命していたほか、新疆省の出先事務所である「新疆省政府辦事處」を1992年まで台北市に設置していた。
また、中華民国の行政院が日本の自治体コードに相当する「中華民國各省（市）縣（市）行政區域代碼」（現在の中華民国行政区域及村里代碼（中国語: 中華民國行政區域及村里代碼））を新疆省の行政区域に割り当てていたが、2005年の改定で新疆省へのコード割当が廃止されている。

## 新疆省政府の最高指導者

### 北京政府時期（1912－1928）
新疆都督兼民政長（北京政府）
1. 袁大化（巡撫から改任）（1912）
2. 袁鴻祐（未着任）（1912）
3. 楊増新（1912－1914）

新疆將軍兼巡按使（北京政府）
1. 楊増新（1914－1916）

新疆督軍兼省長（北京政府）
1. 楊増新（1916－1925）

新疆督辦兼省長（北京政府）
1. 楊増新（1925－1928）

### 南京政府時期（1928－1949）
新疆省政府主席（南京国民政府）
1. 楊増新（1928）
2. 金樹仁（1928－1933）
3. 劉文龍（政変後臨時省主席に就任，同年12月盛世才により軟禁される）（1933）
4. 朱瑞墀（盛世才が代理主席に指名）（1933－1934）
5. 李溶（1934－1940）
6. 盛世才（1940－1944）
7. 呉忠信（1944－1946）
8. 張治中（1946－1947）
9. マスード・サブリ（1947－1948）
10. ブルハン・シャヒディ （1948－1949）

### 台湾時期（1950－1992）
新疆省政府主席
1. ユルバース・カーン （1950年4月11日－1971年7月27日）